# Margot Glockshuber
Margot Glockshuber (Frankfurt am Main, Alemanha Ocidental, 26 de junho de 1949) é uma ex-patinadora artística alemã, que competiu em provas de duplas representando a Alemanha Ocidental. Ela conquistou uma medalha de bronze olímpica em 1968 ao lado do parceiro Wolfgang Danne, e uma medalha de prata em campeonatos mundiais.

## Principais resultados

### Com Wolfgang Danne
| Resultados                                            | Resultados       | Resultados        | Resultados       | Resultados        | Resultados    | Resultados    | Resultados    | Resultados    | Resultados    | Resultados    | Resultados    | Resultados    |
| Internacional                                         | Internacional    | Internacional     | Internacional    | Internacional     | Internacional | Internacional | Internacional | Internacional | Internacional | Internacional | Internacional | Internacional |
| Evento/Temporada                                      | 1964– 1965       | 1965– 1966        | 1966– 1967       | 1967– 1968        |               |               |               |               |               |               |               |               |
| ----------------------------------------------------- | ---------------- | ----------------- | ---------------- | ----------------- | ------------- | ------------- | ------------- | ------------- | ------------- | ------------- | ------------- | ------------- |
| Jogos Olímpicos                                       |                  |                   |                  | Medalha de bronze |               |               |               |               |               |               |               |               |
| Campeonato Mundial                                    | 11.ª             | 4.ª               | Medalha de prata | WD                |               |               |               |               |               |               |               |               |
| Campeonato Europeu                                    | 7.ª              | Medalha de bronze | Medalha de prata | 4.ª               |               |               |               |               |               |               |               |               |
| Nacional                                              |                  |                   |                  |                   |               |               |               |               |               |               |               |               |
| Campeonato Alemão                                     | Medalha de prata | Medalha de bronze | Medalha de ouro  | Medalha de ouro   |               |               |               |               |               |               |               |               |
|                                                       |                  |                   |                  |                   |               |               |               |               |               |               |               |               |
| Legenda: Competição não foi disputada nesta temporada |                  |                   |                  |                   |               |               |               |               |               |               |               |               |